# Mortes em janeiro de 2019
Mortes em 2019: ← Janeiro – Fevereiro – Março – Abril – Maio – Junho – Julho – Agosto – Setembro – Outubro – Novembro – Dezembro →
Esta é uma relação de pessoas notáveis que morreram durante o mês de janeiro de 2019, listando nome, nacionalidade, ocupação e ano de nascimento. 

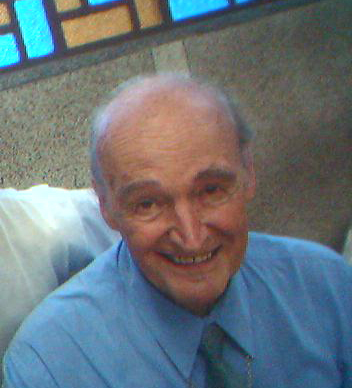
Padre Quevedo, padre e professor brasileiro.

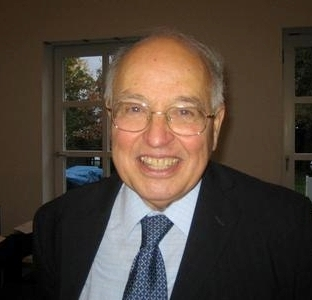
Michael Atiyah, matemático britânico.

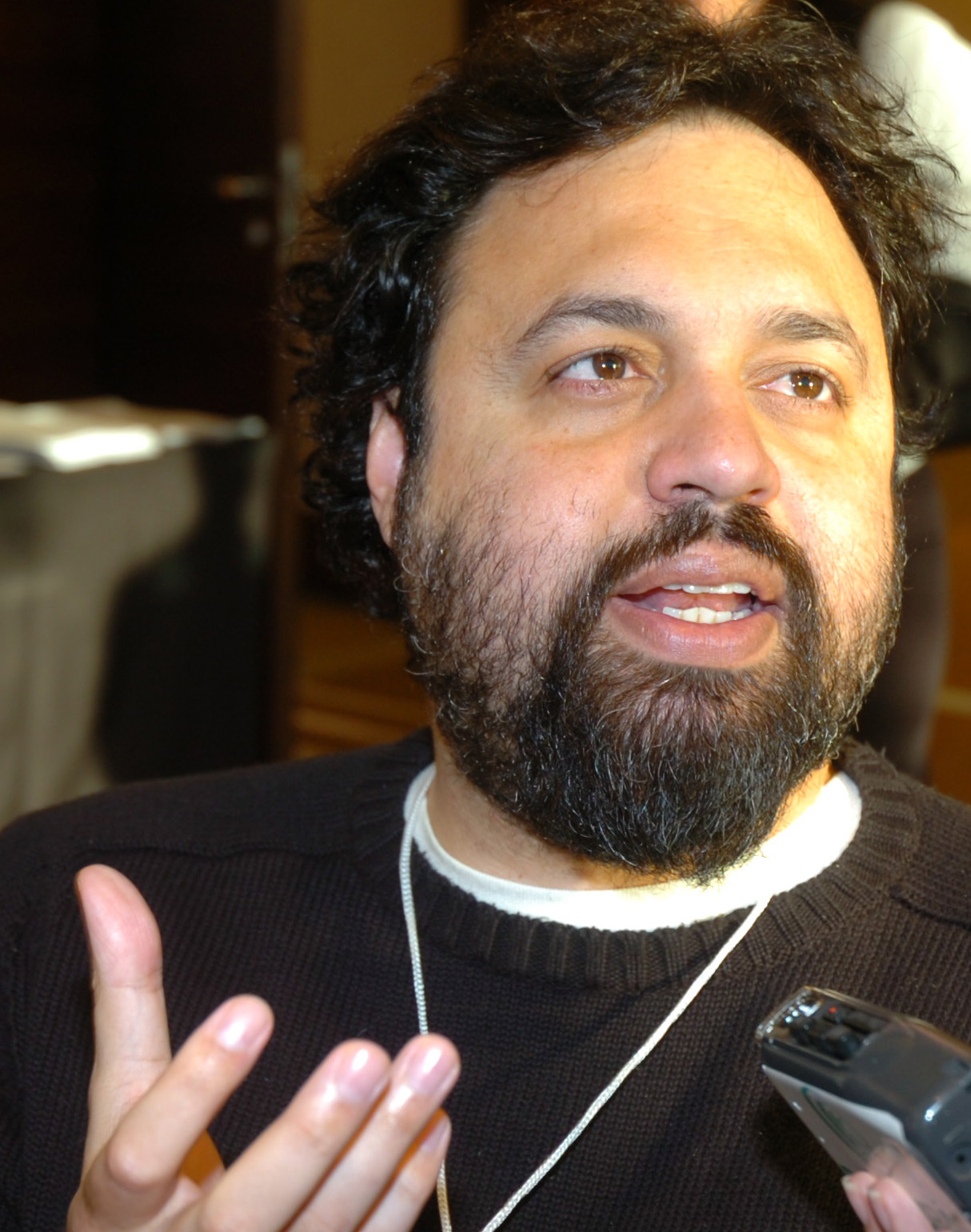
Marcelo Yuka, músico e ativista brasileiro.

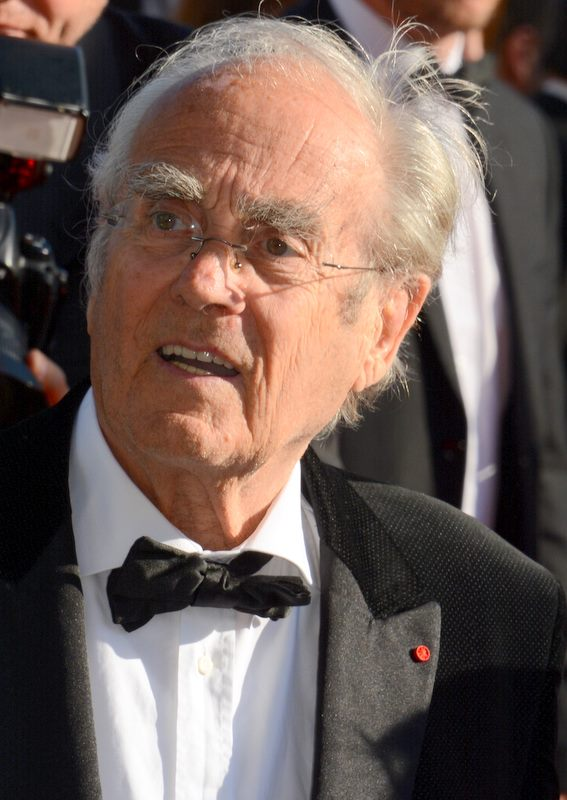
Michel Legrand, compositor e maestro francês.

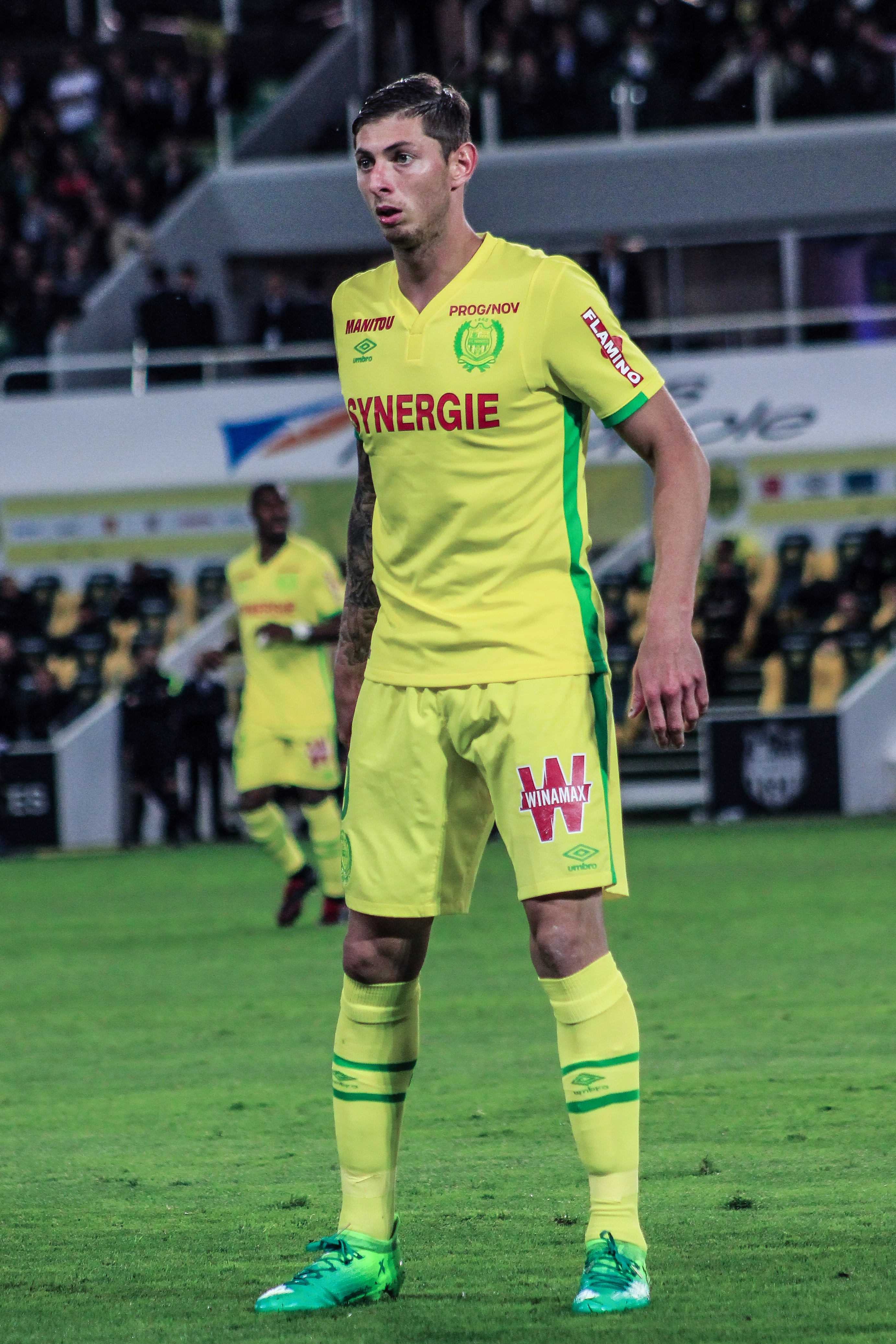
Emiliano Sala, futebolista argentino.

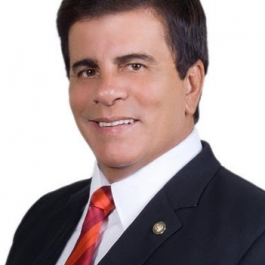
Wagner Montes, apresentador e político brasileiro.

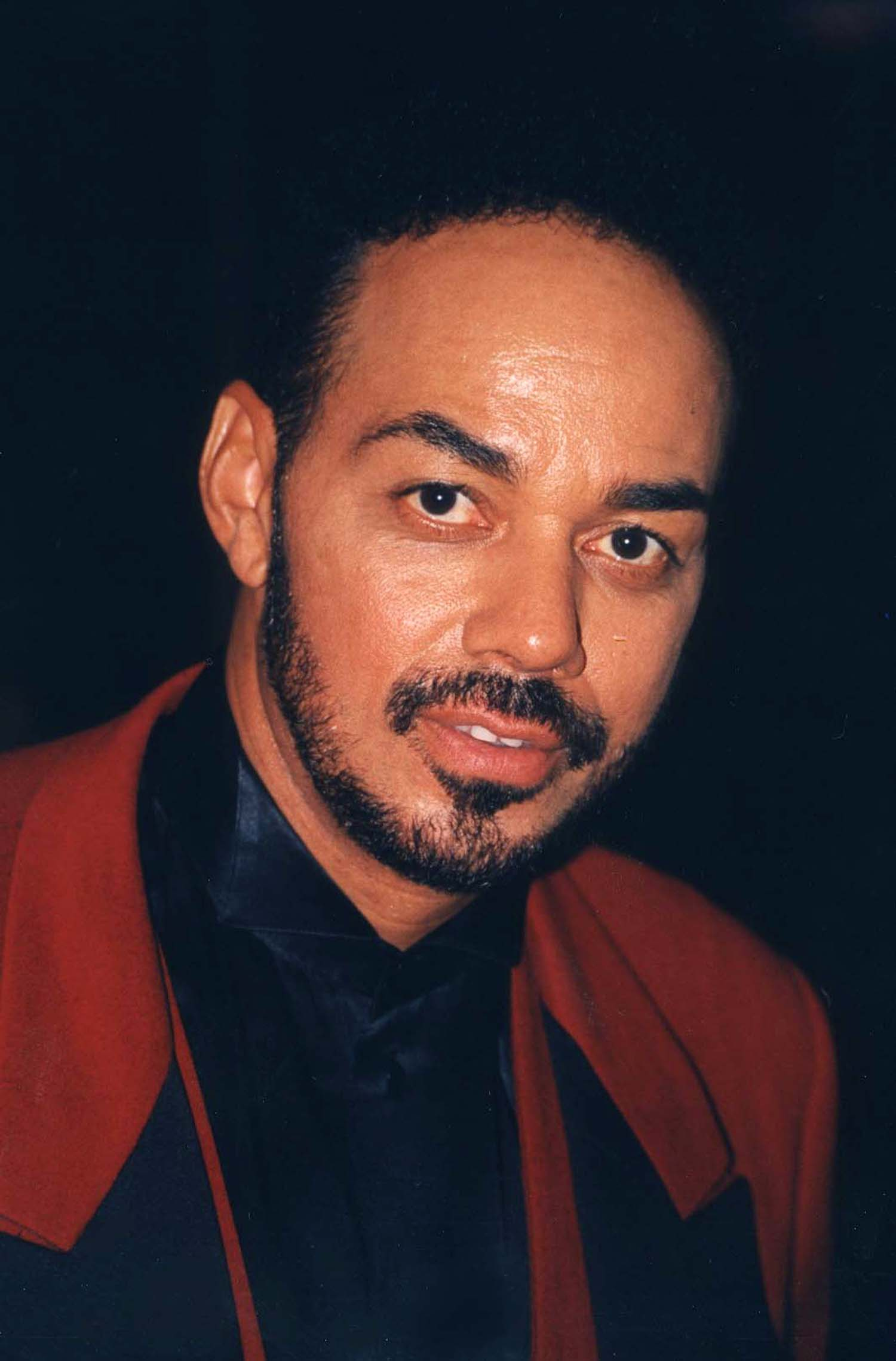
James Ingram, cantor americano.

| Dia | Nome                       | Profissão ou motivo de reconhecimento         | Nacionalidade                  | Ano de nasc. | Ref    |
| --- | -------------------------- | --------------------------------------------- | ------------------------------ | ------------ | ------ |
| 1   | Feis Ecktuh                | Rapper                                        | Países Baixos                  | 1986         | [ 1 ]  |
| 1   | Ivan Dimitrov              | Futebolista e treinador                       | Bulgária                       | 1936         | [ 2 ]  |
| 2   | Bob Einstein               | Ator e produtor                               | Estados Unidos                 | 1942         | [ 3 ]  |
| 2   | Gene Okerlund              | Comentarista de wrestling                     | Estados Unidos                 | 1942         | [ 4 ]  |
| 2   | Daryl Dragon               | Compositor e músico                           | Estados Unidos                 | 1942         | [ 5 ]  |
| 3   | Radamel García             | Futebolista                                   | Colômbia                       | 1957         | [ 6 ]  |
| 4   | Harold Brown               | Cientista e político                          | Estados Unidos                 | 1927         | [ 7 ]  |
| 4   | Pedro Bento                | Cantor                                        | Brasil                         | 1934         | [ 8 ]  |
| 5   | Dragoslav Šekularac        | Futebolista e treinador                       | Sérvia                         | 1937         | [ 9 ]  |
| 7   | Moshe Arens                | Engenheiro aeronáutico e político             | Israel/ Lituânia               | 1925         | [ 10 ] |
| 8   | Antal Bolvári              | Jogador de polo aquático                      | Hungria                        | 1932         | [ 11 ] |
| 8   | José Belvino do Nascimento | Bispo                                         | Brasil                         | 1932         | [ 12 ] |
| 8   | Aurino Ferreira            | Músico                                        | Brasil                         | 1926         | [ 13 ] |
| 9   | Verna Bloom                | Atriz                                         | Estados Unidos                 | 1939         | [ 14 ] |
| 9   | Padre Quevedo              | Padre e professor                             | Espanha/ Brasil                | 1930         | [ 15 ] |
| 9   | Fernando Aiuti             | Imunologista e político                       | Itália                         | 1935         | [ 16 ] |
| 10  | Philippe de Lannoy         | Nobre                                         | Bélgica                        | 1922         | [ 17 ] |
| 11  | Michael Atiyah             | Matemático                                    | Reino Unido                    | 1929         | [ 18 ] |
| 11  | Fernando Luján             | Ator                                          | Colômbia/ México               | 1938         | [ 19 ] |
| 13  | Phil Masinga               | Futebolista e treinador                       | África do Sul                  | 1969         | [ 20 ] |
| 14  | Francisco de Oliveira Dias | Político                                      | Portugal                       | 1930         | [ 21 ] |
| 14  | Paweł Adamowicz            | Político                                      | Polónia                        | 1965         | [ 22 ] |
| 14  | Maty Huitrón               | Atriz                                         | México                         | 1936         | [ 23 ] |
| 15  | Edyr de Castro             | Cantora e atriz                               | Brasil                         | 1946         | [ 24 ] |
| 18  | Marciano                   | Cantor                                        | Brasil                         | 1951         | [ 25 ] |
| 18  | Ivan Vutsov                | Futebolista e treinador                       | Bulgária                       | 1939         | [ 26 ] |
| 18  | Marcelo Yuka               | Baterista, compositor, ativista e palestrante | Brasil                         | 1965         | [ 27 ] |
| 18  | Décio Crespo               | Futebolista                                   | Brasil                         | 1937         | [ 28 ] |
| 19  | Ted McKenna                | Baterista                                     | Escócia                        | 1950         | [ 29 ] |
| 19  | Nathan Glazer              | Sociólogo                                     | Estados Unidos                 | 1923         | [ 30 ] |
| 20  | Masazou Nonaka             | Supercentenário                               | Japão                          | 1905         | [ 31 ] |
| 20  | Henrique, Conde de Paris   | Nobre                                         | França                         | 1933         | [ 32 ] |
| 21  | Pedro Waldemar Manfredini  | Futebolista                                   | Argentina                      | 1935         | [ 33 ] |
| 21  | Emiliano Sala              | Futebolista                                   | Argentina                      | 1990         | [ 34 ] |
| 22  | James Frawley              | Cineasta                                      | Estados Unidos                 | 1936         | [ 35 ] |
| 23  | Caio Junqueira             | Ator                                          | Brasil                         | 1976         | [ 36 ] |
| 23  | Oliver Mtukudzi            | Músico                                        | Zimbabwe                       | 1952         | [ 37 ] |
| 23  | Erik Olin Wright           | Sociólogo                                     | Estados Unidos                 | 1947         | [ 38 ] |
| 23  | Jean-Pierre Wintenberger   | Matemático                                    | França                         | 1954         | [ 39 ] |
| 24  | Fernando Sebastián Aguilar | Cardeal                                       | Espanha                        | 1929         | [ 40 ] |
| 24  | Altino Pinto de Magalhães  | Militar e político                            | Portugal                       | 1922         | [ 41 ] |
| 25  | Pavla Lidmilová            | Crítica literária e tradutora                 | Chéquia                        | 1932         | [ 42 ] |
| 25  | Dušan Makavejev            | Cineasta e crítico de cinema                  | Sérvia                         | 1932         | [ 43 ] |
| 25  | Roberto Livi               | Cantor, compositor e produtor musical         | Argentina                      | 1942         | [ 44 ] |
| 26  | Wagner Montes              | Apresentador e político                       | Brasil                         | 1954         | [ 45 ] |
| 26  | Michel Legrand             | Compositor e maestro                          | França                         | 1932         | [ 46 ] |
| 26  | Sérgio de Carvalho         | Produtor musical                              | Brasil                         | 1949         | [ 47 ] |
| 26  | Mulamba Ndaye              | Futebolista                                   | República Democrática do Congo | 1948         | [ 48 ] |
| 28  | Jooji Hato                 | Político                                      | Brasil                         | 1948         | [ 49 ] |
| 28  | Antônio Petrus Kalil       | Contraventor                                  | Brasil                         | 1925         | [ 50 ] |
| 29  | Fernando Gaitán            | Autor e produtor de telenovelas               | Colômbia                       | 1960         | [ 51 ] |
| 29  | James Ingram               | Cantor e produtor musical                     | Estados Unidos                 | 1952         | [ 52 ] |
| 29  | Gilberto Marmorosch        | Ator                                          | Brasil                         | 1944         | [ 53 ] |
| 29  | Egisto Pandolfini          | Futebolista                                   | Itália                         | 1926         | [ 54 ] |
| 30  | Stewart Adams              | Químico                                       | Reino Unido                    | 1923         | [ 55 ] |
| 30  | Peter Mikkelsen            | Árbitro de futebol                            | Dinamarca                      | 1960         | [ 56 ] |
| 31  | Kálmán Ihász               | Futebolista                                   | Hungria                        | 1941         | [ 57 ] |
| 31  | Pablo Larios               | Futebolista                                   | México                         | 1960         | [ 58 ] |